# Legyen Ön is milliomos!
A Legyen Ön is milliomos! televíziós műveltségi kvízműsor, amely 2000. február 29-én indult. A műsor a Who Wants To Be A Millionaire? magyar változata. A fődíj Magyarországon ötvenmillió forint, ha a játékos jól felel egymást követő 15 feleletválasztós kérdésre.

## Története
A magyar verzió 2000. február 29-én debütált és keddenként futott az RTL Klubon, a nemzetközi formátum egymillió valutájához képest kicsi, de magyar viszonylatban akkor értékes, nettó 25 milliós főnyereménnyel. A hazai változat berobbanása hatására március 22-től szerdánként is jelentkezett a műsor, a nyári szünetig 25 adást adtak le. 2000. szeptember 5-én a műsor heti három vetítéssel ment tovább (kedd, szerda, csütörtök, 12 adás), október 2-től pedig már 40 millióra emelve a fődíjat (és még egy rövid ideig fizetve utána a közterheket), minden hétköznap köszöntötte Vágó István a nézőket „az arénában”. Ez 1036 adást jelent 2007. június 1-ig, amikor úgy tűnt, a műsor a csökkenő nézettségi adatok miatt már nem tér vissza, és az RTL Klub inkább A Széfben és Sebestyén Balázsban bízott. Ezt a csatorna cáfolta, amikor végleg levették műsorról a milliomost alig kilenc hónappal később.
A 2008-as szünetig Vágó István vezette tovább a műsort. Stílusára jellemző volt, hogy maga is igyekezett a játékossal gondolkodni, bár ezzel sokszor csak a játékos elbizonytalanítása volt a célja. A féléves pihenő után a milliomos 2008. január 28-án gyökeresen átalakulva tért vissza: a klasszikus főcím helyét a nemzetközi változat új, rave stílusú zenei betétei vették át, és az angol nyelvterületen Risk-nek („kockáztatás”) nevezett formátum választható elemként bekerült a show-ba: ha a játékos emellett döntött, csak az ötödik kérdés után járt garantált nyeremény, cserébe negyediknek két segítség közül választhatott (lásd lejjebb). Az RTL idézett sajtóközleménye szerint a megújult milliomos 40%-os közönségaránnyal nyitott, 25 adás után mégis levették a műsorról, indoklásuk szerint azért, mert Vágó István új, saját műsoron kezdett el dolgozni, ez volt a később az akkori Story4 csatornán futott ÁtVágó.
2009. szeptember 17-től néhány hónapig Fábry Sándor vezette a műsort, ahova sztárvendégeket hívtak játszani. Ebben a változatban nem volt sorkérdés, hanem a műsorvezető véletlenszerűen hívta be a játékosokat (két hírességet). Később a Felpörgetve (Hot Seat) című változattal – limitált válaszolási idő, rossz válaszonként csökkenő nyeremény – indították újra a műsort. Ez utóbbi kitétel következménye az volt, hogy amennyiben egy játék végigért, a nyertes nem 40 milliót vitt haza/ajánlott fel jótékony célra. Ebben a változatban sztárvendégek és civilek is játszottak.
2012. február 29-én az RTL Klub újraindította a műsort, az eredeti széria indulása után napra pontosan 12 évvel, az új műsorvezető Friderikusz Sándor lett. 2012. október 1-jén az akkor induló RTL II-re költözött a műsor, ahol 2013. március 25-én sugározták az utolsó adást.
A 2017 júliusában indult RTL Gold indulásakor ismételni kezdte a korábbi részeket Vágóval és Friderikusszal egyaránt.
2019-ben visszatért a kvízműsor a magyar képernyőkre közel hat év után, azonban ezúttal a TV2-n, Gundel Takács Gábor műsorvezetésével. A főnyeremény 50 millió forint lett, és a teljes nyereménytáblán módosítottak. Az első adás január 2-án, az utolsó február 28-án volt látható. Tizenegy év után először hírességeket nem hívtak a show-ba, amely 42 adás után – bár a rivális RTL műsorát megverve indult – a teljes lakosság körében két hét után kezdett el kifáradni, és a 300 ezer körülire, sőt a 38. adásra azalá zuhanó nézettség miatt lekerült a TV2 műsoráról. Az évad átlagosan 391 ezer nézőt ért el, vagyis a 4 év feletti tévénézők 11,02%-át.
2024. július 17-én bejelentették, hogy öt év után újraindul a műsor TV2-es változata, amelynek Palik László lesz a műsorvezetője. Az első adást 2024. november 18-án sugározták a TV2-n, az első évad 15 adása kiemelkedő nézettséget hozott, a teljes lakosságban átlagosan 712 ezer (!) nézővel és 22,6%-os közönségaránnyal.
A TV2-es verzió indulásával egyidőben a korábbi adások ismétlése lekerült az RTL Gold műsoráról.
A harmadik, már hetente sugárzott TV2-es évadot váratlanul jelentették be július 3-án, a kijelölt indulás előtt tíz nappal. A konkurens RTL erre szintén műsorváltoztatással reagált: a milliomos székében előzőként ülő Gundel Takács Gábor egy másik vetélkedőjét kezdték ismételni.

## Szabályok
A játékosjelölteket egy gyorsasági feladvány, az ún. „sorkérdés” segítségével választják ki. A normál kérdésekkel ellentétben itt nem a helyes választ kell bejelölni, hanem a négy megadott választ a helyes sorrendbe kell rendezni (pl. nagyságrendbe vagy időrendbe), a leggyorsabb helyes válasz adója ülhet a székbe. 
A székbe kerülő játékos először bemutatja magát a műsorvezetőnek, aki megkérdezi azt is, hogy mivel foglalkozik, és a játékos – esetleg – bemutatja azokat, akik elkísérték a műsorba. Majd azt kívánja, hogy „Legyen ön is milliomos!”. Ezután kezdetét veszi a játék, mely alatt a játékosnak 15 egyre nehezedő kérdést tesz fel a műsorvezető. A kérdések feleletválasztósak: négy válaszlehetőséget is megadnak, melyek közül a játékosnak kell kiválasztania a helyeset. (A négy válaszlehetőséget a latin ábécé első négy betűjével (A, B, C, D) jelölik.) Az első kérdés helyes megválaszolásával a játékos 10 000 Ft-ot nyer.
A többi kérdéssel egyre több pénzhez jut a játékos. Nagyjából minden kérdés után megduplázódik a nyeremény. Az 5. és a 10. kérdésekhez (ún. „szakaszkérdésekhez”) tartozó összeg garantált, így a játékos, ha a 6. kérdéstől valamelyikre helytelenül válaszol, nem megy haza üres kézzel.

### A játék vége
A játék végét három különböző eset eredményezheti, ha a játékos:
- Rosszul válaszol a kérdésre. Nem tudja a jó választ, és az egyik rosszat jelöli be. Ilyenkor a nyereménye az utolsó elért garantált nyereményhatár, vagy ha nem ért el nyereményhatárt (első 5 kérdés), 0 Ft.
- Megáll. Ha nem biztos a játékos a válaszában, megállhat, vagyis elviheti az eddig megszerzett nyereményét, ami egyben az előző kérdéshez tartozó összeg. Ilyenkor csak játékon kívül válaszol a kérdésre.
- Mind a 15 kérdésre helyesen válaszol és megnyeri a vetélkedő fődíját. (Magyarországon ez egyszer történt meg.)

### Segítségek
Ha a játékos bizonytalan a válaszban, bármikor a játék során igénybe vehet egyet a segítségek közül. Még ha igénybe is vett egy vagy több segítséget, a játékos még mindig dönthet úgy, hogy nem válaszolja meg a kérdést és elviszi az addigi nyereményét. A 2024-es évadtól 4 segítség van, de csak 3-at használhat fel a játékos.
- Felező: A számítógép véletlenszerűen eltávolít két rossz választ, így a játékosnak csak a helyes válasz és egy rossz válasz közül kell választania.
- Közönség: A közönség tagjai egy gomb megnyomásával jelzik, szerintük melyik a helyes válasz. A TV-képernyőn néhány másodperc után megjelenik a felmérés százalékos összesítése.
- Telefon: A játékos felhívhatja a három előre megadott telefonos segítségének egyikét. A játékosnak 30 másodperce van, hogy feltegye a kérdést és hogy arra választ kapjon. Ezen idő letelte után a vonal megszakad és a játék folytatódik tovább.
- Dupla tipp (korábbi mentőöv): Két válasz megjelölésének lehetősége. Amennyiben az első nem zöldül ki, a játékosnak újabb esélye van tippelni a helyes válaszra a megmaradt három közül. A Vágó István által vezetett utolsó, 2008-as szezonban választhatták a játékosok a duplatippet negyedik segítségnek, cserébe az akkori másfélmilliós nyeremény a 10. kérdés után nem volt garantált (azaz rosszul válaszolva, milliók elvesztése esetén is 100 ezer forint volt a maximális nyeremény).
- Szakértő (korábbi mentőöv)/Műsorvezető: A játékos kérésére a legjobb tudásával kell a kérdésére válaszolnia a műsorvezetőnek (Vágónál egy kijelölt nézőnek a közönségből, ha a játékos negyedik mentőövnek ezt választotta). A fent említett 2008-as adások után, amikor a közönség egy tagja kapott mikrofont, újra a Palik László által vezetett műsorban került elő, és ott már őneki kell megindokolnia, miért érzi helyesnek a tippjét. Fontos kitétel, hogy a műsorvezetők nincsenek fülhallgatós összeköttetésben a játék rendezőivel.

## Évadok
| Évad | Évad              | Évad             | Részek száma | Sugárzás             | Sugárzás            | Műsorvezető         | Főnyeremény        | Adó |
| Évad | Évad              | Évad             | Részek száma | Évadbemutató         | Évadzáró            | Műsorvezető         | Főnyeremény        | Adó |
| ---- | ----------------- | ---------------- | ------------ | -------------------- | ------------------- | ------------------- | ------------------ | --- |
|      | Első változat     | Első változat    | 1098         | 2000. február 29.    | 2008. február 29.   | Vágó István         | 40 000 Ft (1x)     |     |
|      | Második változat  | Második változat | 8            | 2009. szeptember 17. | 2010. május 27.     | Fábry Sándor        | nem talált gazdára |     |
|      | Harmadik változat | 1.               | 14           | 2012. február 29.    | 2012. május 30.     | Friderikusz Sándor  | nem talált gazdára |     |
|      | Harmadik változat | 2.               | 46           | 2012. október 1.     | 2013. március 25.   | Friderikusz Sándor  | nem talált gazdára |     |
|      | Negyedik változat | 1.               | 42           | 2019. január 2.      | 2019. február 28.   | Gundel Takács Gábor | nem talált gazdára |     |
|      | Negyedik változat | 2.               | 7+8 VIP      | 2024. november 18.   | 2024. december 6.   | Palik László        | nem talált gazdára |     |
|      | Negyedik változat | 3.               | 4+3 VIP      | 2025. július 13.     | 2025. augusztus 24. | Palik László        |                    |     |

## Fődíjnyertesek
- Cserey Gábor, 2006. március 20. (a bruttó 40 000 000 Ft-os fődíj egyetlen nyertese)

## A TV2-es változat sztárvendégei
| Adás | Vendég             | Vendég              | Vendég           | Vendég           |
| Adás | 2. évad            | 2. évad             | 3. évad          | 3. évad          |
| ---- | ------------------ | ------------------- | ---------------- | ---------------- |
| 1.   | Laky Zsuzsi        | Dietz Gusztáv       | Kádár L. Gellért | Medveczky Balázs |
| 1.   | Ábel Anita         | Jaskó Bálint        | Stohl Viktória   | Stohl András     |
| 2.   | Nagy Melanie       | Minzari Alexandra   | Kiss Benedek     | Demcsák Zsuzsa   |
| 2.   | Tóth Gabi          | Papp Máté Bence     | Csonka András    | Dombóvári Vanda  |
| 3.   | Somhegyi Krisztián | Somhegyi Kristóf    | Szinetár Dóra    | Makranczi Zalán  |
| 3.   | Pásztor Anna       | Pásztor Sámuel      | Fésűs Nelly      | Horváth Csenge   |
| 4.   | Farkasházi Réka    | Sárközy Bence       |                  |                  |
| 4.   | Völgyesi Gabriella | Péter Szabó Szilvia |                  |                  |
| 5.   | Rubint Réka        | Schóbert Norbert    |                  |                  |
| 5.   | Sipos Péter        | Sipos Tamás         |                  |                  |
| 6.   | Polgár Tünde       | Polgár Árpád        |                  |                  |
| 6.   | Gryllus Dorka      | Simon Kornél        |                  |                  |
| 7.   | Várkonyi András    | Ábrahám Edit        |                  |                  |
| 7.   | Kósa L. Adolf      | Kósa Rita           |                  |                  |
| 7.   | Kamarás Iván       | Kamarás Igor        |                  |                  |
| 8.   | Cooky              | Szécsi Debóra       |                  |                  |
| 8.   | Gönczi Gábor       | Marsi Anikó         |                  |                  |

## Nyeremények
| Kérdés sorszáma             | Nereményösszegek   | Nereményösszegek                   | Nereményösszegek   |
| Kérdés sorszáma             | 2000. október 2-ig | 2000. október 3.–2013. március 25. | 2019. január 2-től |
| --------------------------- | ------------------ | ---------------------------------- | ------------------ |
| 1.                          | 1 000 Ft           | 5 000 Ft                           | 10 000 Ft          |
| 2.                          | 3 000 Ft           | 10 000 Ft                          | 20 000 Ft          |
| 3.                          | 6 000 Ft           | 25 000 Ft                          | 50 000 Ft          |
| 4.                          | 12 000 Ft          | 50 000 Ft                          | 100 000 Ft         |
| 5. (első szakaszkérdés)     | 25 000 Ft          | 100 000 Ft                         | 250 000 Ft         |
| 6.                          | 50 000 Ft          | 200 000 Ft                         | 500 000 Ft         |
| 7.                          | 100 000 Ft         | 300 000 Ft                         | 750 000 Ft         |
| 8.                          | 200 000 Ft         | 500 000 Ft                         | 1 000 Ft           |
| 9.                          | 400 000 Ft         | 800 000 Ft                         | 1 500 000 Ft       |
| 10. (második szakaszkérdés) | 800 000 Ft         | 1 500 000 Ft                       | 2 000 Ft           |
| 11.                         | 1 500 000 Ft       | 3 000 Ft                           | 5 000 Ft           |
| 12.                         | 3 000 Ft           | 5 000 Ft                           | 10 000 Ft          |
| 13.                         | 6 000 Ft           | 10 000 Ft                          | 15 000 Ft          |
| 14.                         | 12 500 000 Ft      | 20 000 Ft                          | 25 000 Ft          |
| 15. (fődíj-kérdés)          | 25 000 Ft          | 40 000 Ft                          | 50 000 Ft          |

A vastagon szedett összegek a garantált nyereményhatárokat és a főnyereményt jelölik. A nyeremény nem kumulatív, vagyis nem adódnak össze a kérdésekhez tartozó összegek. Pl. az első három kérdés helyes megválaszolása után nem 40 000 (5000+10 000+25 000), hanem csupán 25 000 forintot vihetett haza a játékos a Vágó-éra szabályai szerint. A Gundel-Takács-éra és a Palik-éra szabályai szerint sem kumulatív a nyeremény, így az első három kérdésre adott helyes válasz után csak 50 000 és nem 80 000 forintot nyer a játékos.
Miután a kérdés elhangzott, a játékos úgy is dönthet, hogy elviszi az addigi nyereményét, ahelyett, hogy megválaszolná a kérdést. Ha a játékos rossz választ jelöl meg, akkor elveszíti az addig megnyert összeget, kivéve, ha elérte a garantált nyereményhatárokat, azaz a 250 000 (korábban 100 000 és 25 000 volt) illetve a 2 000 000 (korábban 1 500 000 és 800 000 volt) forintot (a Rizikó változatban, ha a játékos ezt választotta, a(z) 1 500 000 nem volt garantált nyeremény, így a 15. kérdésre adott helytelen válasz esetén is csak 100 000 forinttal térhetett haza az illető). Így például a hatodik vagy a tizenegyedik kérdésnek nincs közvetlen kockázata, mert az addigi (az 5. és a 10. kérdéshez tartozó) nyeremény garantált. Azonban az első öt kérdés valamelyikének elhibázása esetén elveszíti a teljes összeget a játékos, így 0 forinttal tér haza.